# Friedrich Strobel
Friedrich Strobel (* 24. Mai 1822 in Neukirchen bei Sulzbach-Rosenberg; † 27. Dezember 1875 in Schwabach) war ein deutscher Jurist und Politiker.

## Werdegang
Während seines Studiums in Erlangen wurde Strobel im Winter-Semester 1844/45 Mitglied der Burschenschaft der Bubenreuther. Nach seinem Studium war er Stadtrat in Hof und ab 1853 rechtskundiger Bürgermeister in Münchberg, dann von 1858 bis 1875 rechtskundiger Bürgermeister in Schwabach.
Von 1863 bis 1869 gehörte er der Kammer der Abgeordneten des Bayerischen Landtags an.